# Club for Growth Action
Club for Growth Action es una organización independiente y un comité de acción política, cuya misión declarada es derrotar electoralmente a los políticos partidarios de un gran gobierno y reemplazarlos por políticos partidarios del crecimiento económico y por aquellos candidatos más conservadores partidarios de un gobierno limitado.

## Actividades
Club for Growth Action gasta dinero en campañas y en anuncios políticos, en las elecciones celebradas por todo el país. El club fue fundado en agosto de 2010. Club for Growth Action es una rama de la organización Club for Growth.

## Acción política
El objetivo del grupo son los candidatos republicanos en las elecciones primarias y los candidatos demócratas en las elecciones generales. En febrero de 2013, el club puso en funcionamiento un nuevo sitio en la red. El presidebte del club, Chris Chocola dijo que el sitio web serviría como herramienta para mantener alejados a los oponentes de la libertad económica y el gobierno limitado. Según la organización, el sitio web mostrará a los republicanos liberales para señalar sus errores y sus aciertos en todo lo referente a un gobierno limitado.

## Apoyos electorales
El comité de acción política del club ha gastado millones de dólares en campañas para apoyar a varios candidatos conservadores, entre ellos se encuentra el senador Ted Cruz.

## Financiación
En julio de 2012, el empresario alemán Peter Thiel hizo una donación de un millón de dólares estadounidenses a la organización Club for Growth Action, una organización sin ánimo de lucro 501(c)(4), convirtiéndose en el mayor contribuyente del grupo. Club for Growth Action es una organización conservadora, con una agenda centrada en recortar los impuestos y en las cuestiones económicas. Club for Growth Action solía recibir cuantiosos donativos monetarios por parte de su organización hermana Club for Growth, pero actualmente recibe toda su financiación de varios donantes individuales. El centro para la integridad pública concedió a la organización una mención por su alto grado de transparencia informativa.